# Hermes Airlines

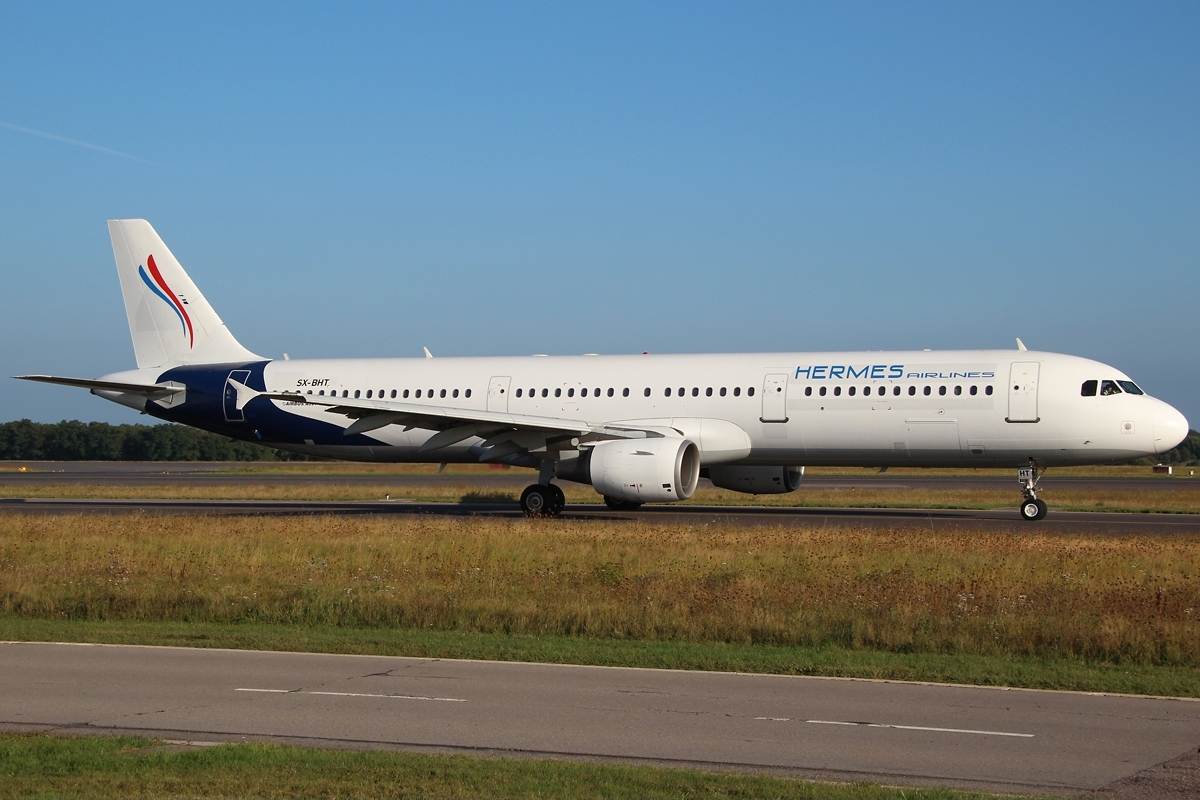
Airbus A321 в аэропорту Люксембурга в 2013 году

Hermes Airlines — греческая Чартерная авиакомпания, основанная в 2011 году. Базировалась в аэропорту Элефтериос Венизелос, Афины.

## История
24 мая 2011 года французской авиакомпанией Air Méditerranée была основана авиакомпания Hermes Airlines. 
Авиакомпания занималась чартерными перевозками в Европе.
В феврале 2016 года Hermes Airlines прекратила свою деятельность, так как её материнская компания Air Méditerranée была ликвидирована из-за долгов.

## Флот
Флот авиакомпании в разное время включал в себя самолёты Airbus A320, Airbus A321, Boeing 737-500.

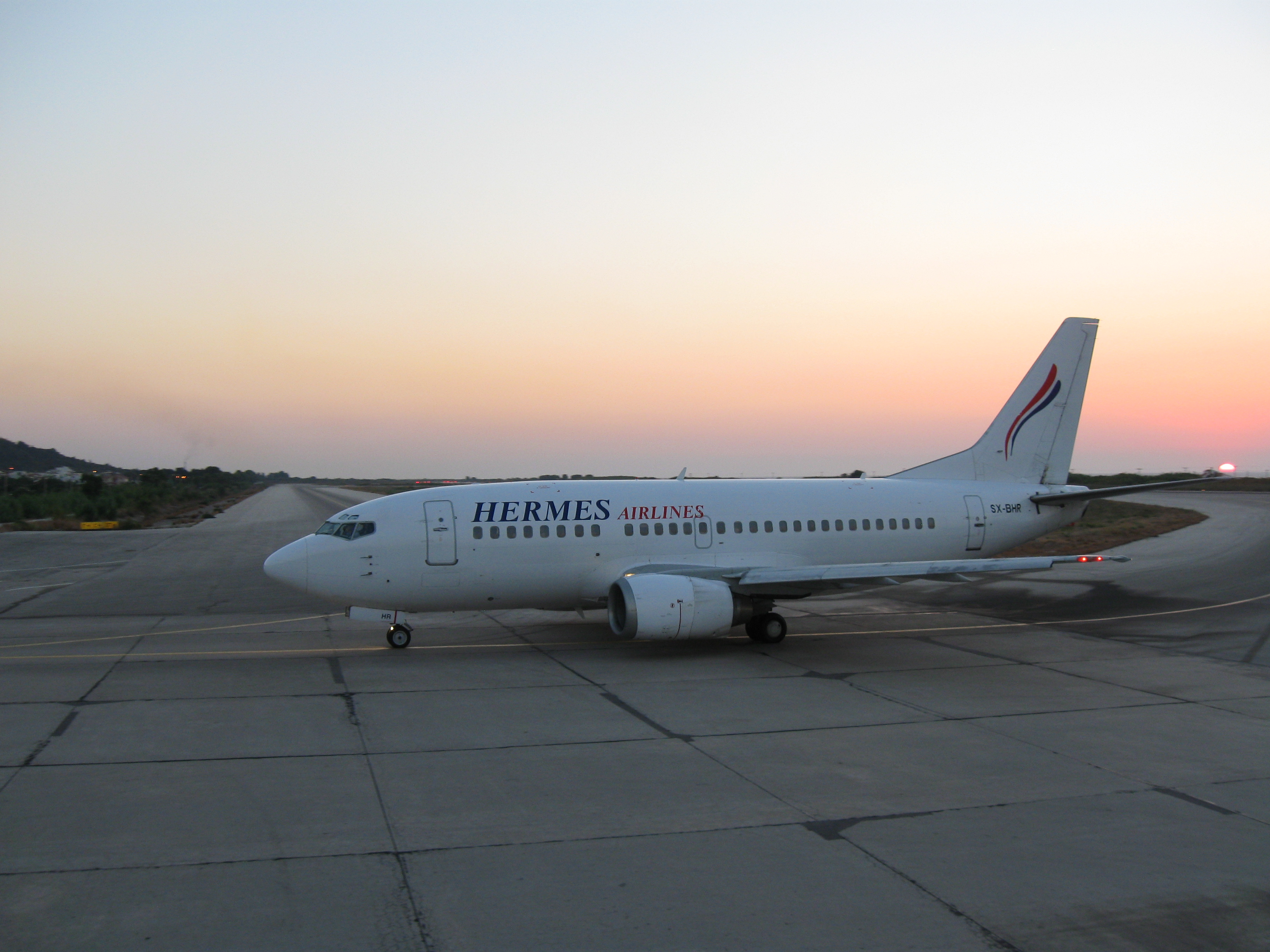
Boeing 737-500 в 2014 году